# Yann Moulier-Boutang
Pour les articles homonymes, voir Moulier et Boutang.
Yann Moulier-Boutang, né le 19 juin 1949 , est un économiste et essayiste français. Il fut l'un des leaders de la mouvance autonome parisienne avant d'adhérer aux Verts en 1999.

## Biographie
Yann Moulier-Boutang participe en 1968 au mouvement du 22 Mars puis aux Cahiers de Mai. De 1970 à 1975, il est élève de l'École normale supérieure. Il se rallie aux thèses opéraïstes en 1970 et participe, en 1972, à la création de la revue Matériaux pour l'intervention. En 1973, il rencontre Toni Negri, qui influencera durablement son travail et dont il sera très proche dans les années 1980-2007.
En 1974, il fonde la revue Camarades, qui succède à Matériaux pour l'intervention et développe les thèmes de l'autonomie ouvrière, concept adopté alors en Italie par des militants issus de l'opéraïsme. Camarades est un des premiers groupes du mouvement autonome en France. Après l’auto-dissolution de Camarades, il participe de 1979 à 1981 au Centre d'initiative pour de nouveaux espaces de liberté (CINEL), une initiative de Félix Guattari.
Yann Moulier-Boutang a adhéré aux Verts en 1999. Depuis 2000, il est directeur de publication de la revue Multitudes, où il publie régulièrement articles de fond ou de réaction à l'actualité, sur ses sujets de prédilection comme la défense d'une Europe fédérale, la refonte totale de notre système d'imposition via une taxe pollen sur les flux, ou encore les enjeux politiques du numérique. Il est membre du comité d'orientation de Cosmopolitiques.
Après avoir été enseignant à l'École normale supérieure et à l'Institut d'études politiques de Paris, il est professeur de sciences économiques à l'Université de technologie de Compiègne. Il a été International Adjunct Professor au centre Fernand-Braudel de l’Université d'État de New York à Binghamton (États-Unis).
Défenseur du revenu de base inconditionnel, il le justifie dans son livre L'Abeille et l'Économiste (2010) par le fait que les hommes créent tous de la valeur économique, à la manière des abeilles lors de la pollinisation. Comme l'explique Yann Moulier-Boutang, « Le revenu d’existence ne serait pas de l’argent pris dans la poche des fourmis qui travaillent et donné à des gens qui ne feraient rien qu’entrer dans la fourmilière ». Selon lui, le revenu de base n’est donc pas un système redistributif mais une « rétribution de la pollinisation » de chaque citoyen,.
Yann Moulier-Boutang a travaillé depuis 2015 avec Ariel Kyrou et Bruno Teboul sur un projet né d'une opposition à la Singularity University, et qui devait prendre en 2018 la forme d'un Institut des hautes études pour la transition numérique au sein de l'université de technologie de Compiègne (UTC).
Il est le fils de Pierre Boutang et le demi-frère de Pierre-André Boutang.

## Publications
- Économie politique des migrations clandestines de main d’œuvre, Publisud, 1986
- Cent ans d’immigration : étrangers d’hier, Français d’aujourd’hui, in Cahiers de l'INED, 1991 (avec Michèle Tribalat, Jean-Pierre Garson et Roxane Silberman)
- Althusser : une biographie (1re partie), Grasset, 1992 (réédition en poche en 2002)
- Des entreprises pas comme les autres : Benetton en Italie, le Sentier à Paris, Publisud, 1993 (avec Maurizio Lazzarato et Antonio Negri)
- Le Bassin de travail immatériel (BTI) dans la métropole parisienne : mutation du rapport salarial dans les villes du travail immatériel, L’Harmattan, 1996 (avec Antonella Corsani, Maurizio Lazzarato et Antonio Negri)
- « La Balade des droits civiques »[8], in Papiers, Les Yeux ouverts, 1996 (pamphlet)
- Yann Moulier-Boutang, De l'esclavage au salariat : économie historique du salariat bridé, Paris, Presses universitaires de France, 1998, 765 p. (ISBN 2-13-049595-8, BNF 37001732).
- Préface, index et édition de Louis Althusser, Lettres à Franca, 1961-1973, Stock-Imec, 1998 (avec François Matheron)
- Le Droit dans la mondialisation : une perspective critique, PUF, 2002 (avec Monique Chemillier-Gendreau)
- La Révolte des banlieues ou Les habits nus de la République[9], éd. Amsterdam, 2005
- Le Capitalisme cognitif : la nouvelle grande transformation, éd. Amsterdam, 2007
- L’Abeille et l’Économiste, éd. Carnets Nord, 2010

## Distinctions
- Chevalier de l'ordre des Palmes académiques